# 宗牧
宗牧（そうぼく、? - 天文14年9月22日（1545年10月27日））は、戦国時代の連歌師。父母については不詳であるが、姓は谷氏。越前国一乗谷の生まれ。号は孤竹斎。子に、連歌師となった宗養がいる。
連歌師の宗長・宗碩に師事し、各地を旅した。また、公家で歌人の三条西実隆の邸宅や摂関家の一つ近衛家に出入りし、1536年（天文5年）には連歌宗匠となっている。1544年（天文13年）、宗養とともに東国旅行に向かう。途中、後奈良天皇から委託された奉書を尾張国の織田信秀や三河国の松平広忠に届けている。だが、京都への帰還中に下野国佐野で没した。この旅の記録が「東国紀行」で、その当時の豪族達の状況が分かる資料の一つになっている。連歌の相伝書を集大成し、後世の連歌や俳諧に影響を与えた。
作品には師の宗長と詠んだ「矢島小林庵百韻」やいくつかの「宗牧句集」が残されている。